# IC 2358
IC 2358 је појединачна звијезда у сазвјежђу Рак која се налази на листи објеката дубоког неба у Индекс каталогу.
Деклинација објекта је + 19° 29' 43" а ректасцензија 8h 25m 5,2s.